# 韋玄成
韦玄成（？—前41年），字少翁，鲁国邹人。西汉丞相韦贤庶第四子。

## 生平
少年時即好学，在路上遇見高人，便請求與其同行，並用车载送，以方便探讨學問。對貧賤之人，更加有禮。後任常侍骑，不久以明经擢谏大夫，再迁大河都尉，歷官淮阳中尉、太常少府、太子太傅、御史大夫等职。官至丞相。父子皆拜相，当时邹鲁流传着“遗子黄金满箩，不如一经”的谚语。永光三年（前41年）六月甲辰，韦玄成去世。

## 家庭

### 父亲
- 韦贤

### 子女
- 韦宽

## 延伸阅读
[在维基数据编辑]
 《史記/卷096》，出自司馬遷《史記》